# Vrigny (Loiret)
 Vrigny  es una población y comuna francesa, en la región de Centro, departamento de Loiret, en el distrito de Pithiviers y cantón de Pithiviers.

## Demografía
| 433 | 417 | 439 | 454 | 491 | 597 |
| Para los censos de 1962 a 1999 la población legal corresponde a la población sin duplicidades (Fuente: INSEE [Consultar]) |     |     |     |     |     |